# Citrinine
Citrinine is een mycotoxine dat geproduceerd wordt door de schimmel Penicillium citrinum. Het wordt in mindere mate aangemaakt in andere fungi die voorkomen in onder andere graan, gerst, rijst en walnoten. De zuivere stof komt voor als gele naaldvormige kristallen, die niet oplosbaar zijn in water.

## Toxicologie en veiligheid
Citrinine is een toxische stof, hoewel men ooit dacht het als antibioticum te kunnen gebruiken. Het tast de lever, nieren en zenuwen aan.